# أهداف الدوحة
أهداف الدوحة هي مبادرة مصممة لتكون بمثابة "دعوة للعمل" بشأن الدور الذي تلعبه الرياضة كمحرك للتغيير الاجتماعي والاقتصادي. وتهدف المبادرة، التي أطلقتها مؤسسة أسباير زون وريتشارد أتياس وشركاؤه، إلى بناء مجتمع من المؤثرين العالميين من كافة الصناعات الذين يؤمنون بأن الرياضة هي أداة مهمة للتنمية الاجتماعية والاقتصادية.  على سبيل المثال، خلال النسخة الثالثة، في نوفمبر 2014، كرر حسن الذوادي أن قطر "يمكنها تنظيم كأس العالم في الصيف".  المدير التنفيذي لمبادرة أهداف الدوحة هو الشيخ فيصل بن مبارك آل ثاني. تم إنشاء المبادرة من قبل شركة ريتشارد أتياس وشركائه.

## الإطلاق في دورة الألعاب الأولمبية بلندن 2012
حضر الرئيس علي بونغو أونديمبا رئيس الغابون حفل إطلاق أهداف الدوحة في بيت قطر خلال دورة الألعاب الأولمبية لندن 2012، إلى والرياضيين الأوليمبيين مثل كارل لويس وتيجلا لوروب وماري جوزيه بيريك وإيان ثورب .  قام ريتشارد أتياس، المنتج السابق للمنتدى الاقتصادي العالمي في دافوس ومبادرة كلينتون العالمية، بإنتاج أهداف الدوحة في عام 2012.